# Pierwomajskij (oktiabr´skoje sielskoje posielenije)
Pierwomajskij (ros. Первомайский) – osiedle w Rosji, w Kraju Krasnodarskim, w rejonie krasnoarmiejskim. W 2021 liczyło 1021 mieszkańców.